# Politbureau van het Centraal Comité van de Poolse Verenigde Arbeiderspartij

Logo van de PZPR

Het Politbureau van het Centraal Comité van de Poolse Verenigde Arbeiderspartij (Pools: Biuro Polityczne Komitetu Centralnego Polskiej Zjednoczonej Partii Robotniczej) was het hoogste bestuurlijke orgaan van de communistische PZPR. Het werd gekozen uit het midden van het Centraal Comité (en formeel ondergeschikt aan dit orgaan). Naast stemhebbende leden kende het PB ook kandidaat-leden; deze hadden geen stemrecht konden dus niet meebeslissen in de beraadslagingen. De voorzitter van het Politbureau was tevens de eerste secretaris van de PZPR en daarmee de machtigste persoon in de Volksrepubliek Polen.
Het Politbureau telde gewoonlijk tussen de 9 en 15 stemhebbende leden. In de periode 1986-1989 telde het Politbureau 17 leden en 5 kandidaatsleden. In juli 1989 - Polen bevond zich in de fase van socialistische volksrepubliek naar democratie - werd het Politbureau grondig hervormd en teruggebracht tot 15 leden en 3 kandidaatsleden. 
Met de opheffing van de PZPR in 1990 kwam er automatisch ook een einde aan hiërarchische partijstructuur.

## Samenstelling 1989-1990
| Lid                   | Aanvang      | -- | Einde termijn   |
| --------------------- | ------------ | -- | --------------- |
| Mieczysław Rakowski   | 29 juli 1989 | -- | 29 januari 1990 |
| Florian Siwicki       | 29 juli 1989 | -- | 29 januari 1990 |
| Czesław Kiszczak      | 29 juli 1989 | -- | 29 januari 1990 |
| Marian Orzechowski    | 29 juli 1989 | -- | 29 januari 1990 |
| Władyslaw Baka        | 29 juli 1989 | -- | 29 januari 1990 |
| Kazimierz Cypryniak   | 29 juli 1989 | -- | 29 januari 1990 |
| Iwona Lubowska        | 29 juli 1989 | -- | 29 januari 1990 |
| Wiktor Pyrkosz        | 29 juli 1989 | -- | 29 januari 1990 |
| Janusz Reykowski      | 29 juli 1989 | -- | 29 januari 1990 |
| Zdzislaw Świątek      | 29 juli 1989 | -- | 29 januari 1990 |
| Zbigniew Michałek     | 29 juli 1989 | -- | 29 januari 1990 |
| Gabriela Rembisz      | 29 juli 1989 | -- | 29 januari 1990 |
| Janusz Kubasiewicz    | 29 juli 1989 | -- | 29 januari 1990 |
| Manfred Gorywoda      | 29 juli 1989 | -- | 29 januari 1990 |
| Leszek Miller         | 29 juli 1989 | -- | 29 januari 1990 |
| Zdzisław Balicki (K)  | 29 juli 1989 | -- | 29 januari 1990 |
| Marek Hołdakowski (K) | 29 juli 1989 | -- | 29 januari 1990 |
| Zbigniew Sobotka (K)  | 29 juli 1989 | -- | 29 januari 1990 |

Vetgedrukt = voorzitter van het Politbureau (eerste secretaris PZPR)

(K) = Kandidaatslid

## Verwijzingen
Partijcongres · Centraal Comité · Secretariaat · Politbureau · Eerste secretaris